# 交響曲第84番 (ハイドン)
交響曲第84番 変ホ長調 Hob. I:84 は、フランツ・ヨーゼフ・ハイドンが作曲した交響曲。
全6曲からなる『パリ交響曲』の3曲目であり、日本ではまず呼ばれることはなく由来は不明であるが、海外では『イン・ノミネ・ドミニ』（In Nomine Domini）の愛称で呼ばれることもある。

## 概要
全6曲からなる『パリ交響曲』は、パリの新たに創設されたオーケストラ団体「コンセール・ド・ラ・オランピック」からの委嘱により作曲された交響曲で、本作はパリ交響曲の中では演奏されることが少ない作品ではあるが、ハイドン独自の創意と魅力に溢れた佳作となっている。

## 楽器編成
フルート1、オーボエ2、ファゴット2、ホルン2、弦五部。

## 曲の構成
全4楽章、演奏時間は約25分。
- 第1楽章 ラルゴ - アレグロ
変ホ長調、4分の3拍子 - 2分の2拍子（アラ・ブレーヴェ）、ソナタ形式。

4分の3拍子によるラルゴの序奏部と、2分の2拍子によるアレグロの主部からなる。

- 第2楽章 アンダンテ
変ロ長調、8分の6拍子、変奏曲形式。
主題と4つの変奏からなるが、通常の変奏曲とは異なり、第1変奏でいきなり短調（変ロ短調）に転調する。

- 第3楽章 メヌエット：アレグレット - トリオ
変ホ長調、4分の3拍子。
メヌエット主部はロンバルド・リズム（英語版）（16分音符+付点8分音符）から始まる。

- 第4楽章 フィナーレ：ヴィヴァーチェ
変ホ長調、4分の2拍子、ソナタ形式。

単一主題的な楽想によって構成されたフィナーレ楽章。推進力に溢れ、精細に富んでいる。